# Luméville-en-Ornois
Cet article possède un paronyme, voir Lunéville.
Luméville-en-Ornois est un village et une ancienne commune française de la Meuse, qui est associée à Gondrecourt-le-Château depuis 1973.

## Toponymie
Le nom de la localité est attesté sous les formes Lumevilla (1402) ; Le Meville (1700).

L'Ornois ou « pays de l'Ornois » est le nom de l'ancienne région située entre la Champagne et la Lorraine qui tire son nom de la rivière l'Orne, un affluent de la Moselle. Dans son acception actuelle, l'Ornois se situe à cheval sur les départements de la Meuse et de la Haute-Marne.

## Histoire
Le 1er janvier 1973 (arrêté préfectoral en date du 1er décembre 1972), Luméville-en-Ornois fusionne avec Gondrecourt-le-Château, en même temps que Tourailles-sous-Bois. Luméville-en-Ornois a le statut de commune associée.
L’ancienne gare de Luméville-Chassey, sur l'ancienne ligne de Jessains à Sorcy, a accueilli plusieurs années de suite le festival Hippiepest. Elle est devenue un des lieux où se rassemblent certains des opposants au Laboratoire de Bure.

## Politique et administration
| Période                                  | Période | Identité          | Étiquette | Qualité |
| ---------------------------------------- | ------- | ----------------- | --------- | ------- |
|                                          |         | Daniel Renaudeau  |           |         |
| 2020                                     |         | Jean-Louis Gobert |           |         |
| Les données manquantes sont à compléter. |         |                   |           |         |

## Démographie
| 1886 | 1896 | 1906 | 1926 | 1936 | 1946 | 1954 | 1962 | 1968 |
| ---- | ---- | ---- | ---- | ---- | ---- | ---- | ---- | ---- |
| 211  | 185  | 181  | 142  | 138  | 121  | 127  | 122  | 101  |

## Personnalités liées
L'historien Fernand Braudel (1902-1985) est né dans le village et y a passé son enfance chez sa grand-mère.